# اچ‌دی ۴۹۶۷۴

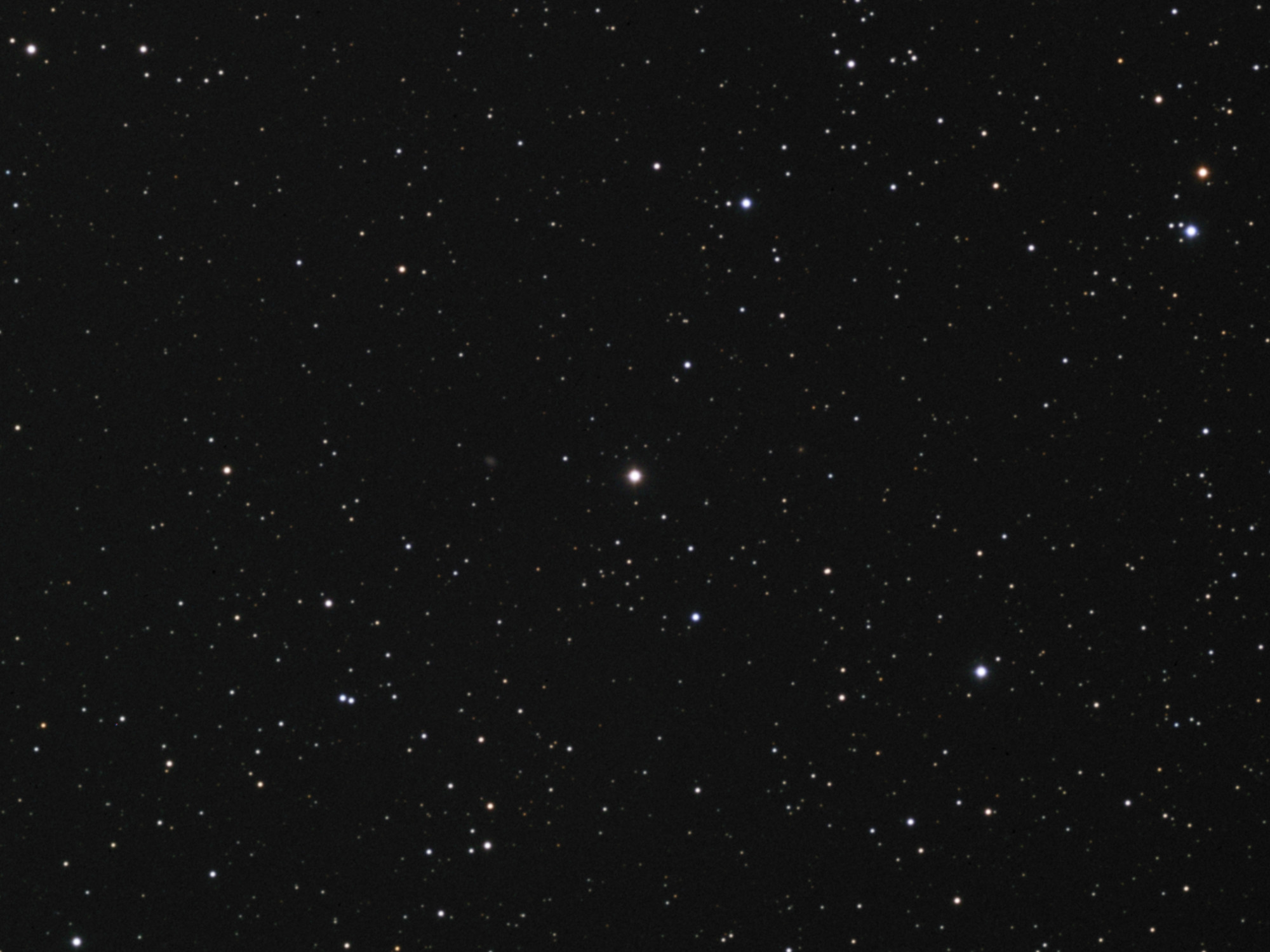
HD 49674 (در مرکز) در تصویر

اچ‌دی ۴۹۶۷۴ یک ستاره است که در صورت فلکی ارابه‌ران قرار دارد. بر اساس اختلاف منظر ستاره‌ای از خورشید 140 سال نوری فاصله دارد و با سرعت نسبی 12+ کیلومتر بر ثانیه در حال دور شدن است.